# Michael Mulhall
Michael Mulhall (Peterborough, 25 febbraio 1962) è un arcivescovo cattolico canadese, dal 28 marzo 2019 arcivescovo metropolita di Kingston.

## Biografia
È uno di cinque figli di Vernon e Maureen Mulhall. Ha ricevuto l'educazione elementare e secondaria a Peterborough.

### Formazione e ministero sacerdotale
Dopo aver studiato filosofia all'università di Trento, in Ontario, e teologia alla Pontificia università "San Tommaso d'Aquino", dove ha conseguito la laurea, è stato ordinato sacerdote il 21 luglio 1989. Successivamente ha conseguito la licenza in patrologia all'Istituto Patristico Augustinianum a Roma.
Dal 1994 al 2002 è stato impiegato della Congregazione per le Chiese orientali.
Tornato in Canada, nel 2004 è stato nominato vicario generale della diocesi di Peterborough.

### Ministero episcopale
Il 30 giugno 2007 papa Benedetto XVI lo ha nominato vescovo di Pembroke.
Ha ricevuto l'ordinazione episcopale il 21 settembre successivo nella cattedrale di Pembroke dalle mani dell'arcivescovo Luigi Ventura, nunzio apostolico in Canada, co-consacranti l'arcivescovo di Ottawa Terrence Thomas Prendergast e il vescovo di Peterborough Nicola de Angelis.
Il 25 aprile 2017 ha compiuto la visita ad limina.
Il 28 marzo 2019 papa Francesco lo ha promosso arcivescovo metropolita di Kingston, succedendo a mons. Brendan Michael O'Brien, dimessosi per raggiunti limiti d'età. Ha preso possesso dell'arcidiocesi il 3 maggio successivo, festa religiosa dei santi Filippo e Giacomo.

## Stemma e motto

Stemma da vescovo

### Blasonatura
D'ermellino, alla banda di nero; caricato nel capo di una fascia partita cucita: al I di verde a tre stelle (5) d'oro poste in fascia; al II d'azzurro al crescente d'argento accompagnato da stellette d'oro; caricato in punta di una fascia partita cucita: al I d'azzurro alla croce rovesciata d'argento; al II di verde alla colomba d'argento, con il capo rivoltato, tenente nel becco un ramoscello d'ulivo d'oro, sostenuta da una spada dello stesso, posta in fascia.
Ornamenti esteriori da vescovo.
Motto: Fiduciam habemus apud Deum.

## Genealogia episcopale
La genealogia episcopale è:
- Cardinale Scipione Rebiba
- Cardinale Giulio Antonio Santori
- Cardinale Girolamo Bernerio, O.P.
- Arcivescovo Galeazzo Sanvitale
- Cardinale Ludovico Ludovisi
- Cardinale Luigi Caetani
- Cardinale Ulderico Carpegna
- Cardinale Paluzzo Paluzzi Altieri degli Albertoni
- Papa Benedetto XIII
- Papa Benedetto XIV
- Papa Clemente XIII
- Cardinale Marcantonio Colonna
- Cardinale Giacinto Sigismondo Gerdil, B.
- Cardinale Giulio Maria della Somaglia
- Cardinale Carlo Odescalchi, S.I.
- Vescovo Eugène de Mazenod, O.M.I.
- Cardinale Joseph Hippolyte Guibert, O.M.I.
- Cardinale François-Marie-Benjamin Richard de la Vergne
- Cardinale Pietro Gasparri
- Cardinale Clemente Micara
- Cardinale Antonio Samorè
- Cardinale Angelo Sodano
- Arcivescovo Luigi Ventura
- Arcivescovo Michael Mulhall